# 運行系統
運行系統（うんこうけいとう）とは、列車やバスなどの交通機関における体系化された具体的な運行経路。運転系統ともいう。

## 系統と路線
「系統」と「路線」は区別せず用いられることも多いが同義語ではない。「系統」とは路線上における具体的な運行ルートを指す。一つの路線上にA、B、C、D、Eという停留所が存在する場合でも、運転系統にはA - B - C - D - E、B - D、A - B - Cなど異なるパターンが考えられる。
鉄道においても正式な（規定上の）「路線」に対して常に運行系統が一致する訳ではなく、複数の路線をまたがる運行系統や、一つの路線が複数の運行系統で分割されている場合もある。

## 運行系統の表示
運転系統は車両や停留所に表示されていることが多い。路線バス、路面電車、トロリーバスなどについては系統を番号で示す場合が多い。「系統番号」を参照。
日本では、路線バスは、道路運送法（昭和26年法律第183号）により、「路線」を定めて定期に運行するものであるが、「運行系統」を計画して見やすく掲示するよう定められている。路面電車など軌道法による軌道で車両を運転するときには外側に「運転系統又は行先」を明示するよう定められている。